# Washoe Valley (comunidade)
Washoe Valley é uma região censitária e área não incorporada no condado de Washoe, estado do Nevada, nos Estados Unidos. A população de Washoe Valley era segundo o censo efetuado em 2010 de 3.019 habitantes. Faz parte da região metropolitana de Reno–Sparks Metropolitan Statistical Area. O nome da região censitária vem do fa(c)to de se situar na região de Washoe Valley, uma região entre Reno e Carson City, centrado no Lago Washoe.

## Geografia
A região censitária de Washoe Valley fica a leste do Lago Washoe.  Eastlake Boulevard é a principal estrada que atravessa a comunidade, que vai conduzir a sul e a norte à  U.S. Route 395, a principal autoestrada adjacente ao vale.
De acordo com o United States Census Bureau, a região censitária de Washoe Valley tinha 13,1 km2, todos constituídos por terra.

## Demografia
De acordo com o censo de 2010, residiam em Washoe Valley 3.019 habitantes. Existiam 1249 lares e 868 famílias. A densidade populacional era de 230 habitantes por km2. Em relação às origens étnicas, 93,6% dos habitantes eram brancos, 5,1 eram hispânicos. 0,9 de origem asiática; 0,5% afro-americanos, 0,9% eram nativos americanos, 0,1% de origem havaiana 2,6% de duas ou mais etnias e 1,6% de outras etnias. Existiam 1.249 lares, dos quais 25,1% tinham crianças vivendo neles., 58,4% dos quais eram constituídos por pai e mãe, 7,6% havia mães sozinhas e 30,5% não viviam com nenhum dos pais.Em relação à distribuição etária: 18,1% dos habitantes tinham menos de 18 anos5,3% tinham entre 18 e 24 anos;18,3% entre os 35 e os 44 anos; 43,2% de 45 e 64 e 15,4% com ou mais 65 anos. A média de idades dos habitantes de Washoe Valley era de 50,0 anos. Para cada 100 mulheres havia 96,9 homens. Para cada mulher com ou mais 18 anos havia 97,4 homens.